# 杜婧
杜婧（1984年6月23日—），辽宁鞍山人，中国前女子羽毛球运动员。父亲杜永富，母亲孫桂蘭。

## 簡歷
杜婧剛出道時是單打選手，約八、九歲時進入鞍山市體育運動學校，跟隨教練張強接受專業的羽毛球訓練；她在13歲前已連續3年贏得全國少兒組的女單冠軍。到1997年入選省隊集訓後，被調入雙打組。
2000年，杜婧和于洋代表鞍山市參加遼寧省少年羽毛球比賽，賽前臨時組合成雙打搭檔，竟獲得冠軍；然而此後二人在國家隊卻未有組合在一起。至2003年，杜、于兩人代表遼寧省參加全國羽毛球比賽，再獲冠軍，國家隊教練才被她們的表現打動，把她們組成雙打搭檔。
杜婧/于洋的組合在2006年開始嶄露頭角，接連贏得了該年亞洲羽毛球錦標賽、瑞士羽毛球公開賽及優霸杯等多個世界賽事的女雙冠軍；然而，卻因于洋在比賽中扭傷腳踝而錯過了多哈亞運會。
到2007年7月，世界羽毛球錦標賽的前夕，杜婧在國家隊的例行體檢中，被發現腹部有囊腫，需要動手術治理，因而未能參加奧運積分最重的世錦賽，這對當時仍未獲得奧運資格的她們，造成很大的打擊。直至11月，杜婧/于洋的組合才在中國羽毛球公開賽復出，並在接續四站的奧運會積分賽上拿到三冠一亞，獲得了北京奧運的參賽資格。
2008年8月，杜婧/于洋的組合代表中國參加北京舉行的奧運會羽毛球女子雙打比賽。因衛冕金牌的張潔雯/楊維組合在次圈而意外出局，奪標的重任因而落在他們身上。二人先於次圈輕鬆淘汰日本的潮田玲子/小椋久美子組合，再在準決賽擊敗隊友魏軼力/張亞雯組合，躋身決賽。最後，與4號種子韓國選手李敬元/李孝貞在金牌賽對陣，結果以21-15、21-13獲勝，贏得中國在該屆奧運會上的第26枚金牌。
2010年8月，杜婧/于洋的組合出戰在巴黎舉行的世界羽毛球錦標賽女雙賽事，在決賽以2比0打敗隊友马晋/王晓理組合，首度贏得世錦賽冠軍。同年9月，國家羽毛球隊宣布廣州亞運會的出戰名單，杜婧因傷落選，拍檔于洋則改與王晓理組對。
2011年4月，杜婧夥拍新搭檔潘攀出戰亞洲羽毛球錦標賽，首圈便不敵韓國組合河貞恩/金旼貞出局。此後，杜婧受著左髋关节伤势影響而被逼絕跡賽場，就連走路也不能太用力，左腿也有開始萎缩的情況。同年8月，她決定從國家隊退役。2011年10月，杜婧正式從羽毛球世界聯會註冊退役。

## 主要比賽成績
只列出曾進入準決賽的國際賽事成績：
| 年份   | 賽事                     | 公開賽級別 | 項目     | 拍檔 | 成績   |
| ------ | ------------------------ | ---------- | -------- | ---- | ------ |
| 2004年 | 亞洲羽毛球錦標賽         | 其他       | 女子雙打 | 于洋 | 亞軍   |
| 2004年 | 法國羽毛球公開賽         |            | 女子雙打 | 于洋 | 冠軍   |
| 2004年 | 中國羽毛球公開賽         |            | 女子雙打 | 于洋 | 準決賽 |
| 2005年 | 中國羽毛球大師賽         |            | 女子雙打 | 于洋 | 冠軍   |
| 2006年 | 中國羽毛球大師賽         |            | 女子雙打 | 于洋 | 準決賽 |
| 2006年 | 亞洲羽毛球錦標賽         | 其他       | 女子雙打 | 于洋 | 冠軍   |
| 2006年 | 中華台北羽球公開賽       |            | 女子雙打 | 于洋 | 準決賽 |
| 2006年 | 日本羽毛球公開賽         |            | 女子雙打 | 于洋 | 準決賽 |
| 2007年 | 德國羽毛球大獎賽         | 大獎賽     | 女子雙打 | 于洋 | 亞軍   |
| 2007年 | 印尼羽毛球超級賽         | 超級賽     | 女子雙打 | 于洋 | 冠軍   |
| 2007年 | 泰國羽毛球黃金大獎賽     | 黃金大獎賽 | 女子雙打 | 于洋 | 亞軍   |
| 2007年 | 中國羽毛球大師賽         | 超級賽     | 女子雙打 | 于洋 | 準決賽 |
| 2007年 | 日本羽毛球超級賽         | 超級賽     | 女子雙打 | 于洋 | 亞軍   |
| 2007年 | 中國羽毛球超級賽         | 超級賽     | 女子雙打 | 于洋 | 亞軍   |
| 2007年 | 香港羽毛球超級賽         | 超級賽     | 女子雙打 | 于洋 | 冠軍   |
| 2007年 | 俄羅斯羽毛球黃金大獎賽   | 黃金大獎賽 | 女子雙打 | 于洋 | 冠軍   |
| 2008年 | 馬來西亞羽毛球超級賽     | 超級賽     | 女子雙打 | 于洋 | 準決賽 |
| 2008年 | 韓國羽毛球超級賽         | 超級賽     | 女子雙打 | 于洋 | 冠軍   |
| 2008年 | 全英羽毛球超級賽         | 超級賽     | 女子雙打 | 于洋 | 亞軍   |
| 2008年 | 瑞士羽毛球超級賽         | 超級賽     | 女子雙打 | 于洋 | 準決賽 |
| 2008年 | 新加坡羽毛球超級賽       | 超級賽     | 女子雙打 | 于洋 | 冠軍   |
| 2008年 | 奧林匹克運動會羽毛球比賽 | 其他       | 女子雙打 | 于洋 | 金牌   |
| 2008年 | 法國羽毛球超級賽         | 超級賽     | 女子雙打 | 于洋 | 冠軍   |
| 2008年 | 中國羽毛球超級賽         | 超級賽     | 女子雙打 | 于洋 | 準決賽 |
| 2009年 | 全英羽毛球超級賽         | 超級賽     | 女子雙打 | 于洋 | 準決賽 |
| 2009年 | 瑞士羽毛球超級賽         | 超級賽     | 女子雙打 | 于洋 | 冠軍   |
| 2009年 | 世界羽毛球錦標賽         | 其他       | 女子雙打 | 于洋 | 準決賽 |
| 2009年 | 澳門羽毛球黃金大獎賽     | 黃金大獎賽 | 女子雙打 | 于洋 | 冠軍   |
| 2009年 | 中國羽毛球大師賽         | 超級賽     | 女子雙打 | 于洋 | 冠軍   |
| 2009年 | 法國羽毛球超級賽         | 超級賽     | 女子雙打 | 于洋 | 準決賽 |
| 2009年 | 香港羽毛球超級賽         | 超級賽     | 女子雙打 | 于洋 | 亞軍   |
| 2009年 | 中國羽毛球超級賽         | 超級賽     | 女子雙打 | 于洋 | 亞軍   |
| 2010年 | 馬來西亞羽毛球超級賽     | 超級賽     | 女子雙打 | 于洋 | 冠軍   |
| 2010年 | 全英羽毛球超級賽         | 超級賽     | 女子雙打 | 于洋 | 冠軍   |
| 2010年 | 優霸盃                   | 其他       | 女子團體 | －   | 冠軍   |
| 2010年 | 世界羽毛球錦標賽         | 其他       | 女子雙打 | 于洋 | 冠軍   |
| 2011年 | 馬來西亞羽毛球超級賽     | 超級賽     | 女子雙打 | 潘攀 | 準決賽 |
| 2011年 | 韓國羽毛球首要超級賽     | 首要超級賽 | 女子雙打 | 潘攀 | 準決賽 |

| 2007-2017年 | 首要超級賽 | 超級賽 | 黃金大獎賽 | 大獎賽 | 國際挑戰賽 | 國際系列賽 | 未來系列賽 | 其他 |

### 奧運會和世錦賽參賽紀錄
|          | 搭檔 | 2006 | 2007        | 2008 | 2009 | 2010 |
| -------- | ---- | ---- | ----------- | ---- | ---- | ---- |
| 女子雙打 | 于洋 | 季軍 | 48強 (退賽) | 金牌 | 季軍 | 冠軍 |

## 主要對賽紀錄
杜婧與不同搭檔的主要對手的對賽成績如下（只列出對賽五次或以上對手，截至2018年2月15日）：
女雙 - 于洋
| 對手                | 對賽次數 | 對賽結果 | 對賽結果 | 總計 |
| 對手                | 對賽次數 | 勝       | 負       | 總計 |
| ------------------- | -------- | -------- | -------- | ---- |
| 李敬元 李孝貞       | 10       | 6        | 4        | +2   |
| 簡毓瑾 程文欣       | 8        | 8        | 0        | +8   |
| 張潔雯 楊維         | 8        | 2        | 6        | -4   |
| 潮田玲子 小椋久美子 | 6        | 6        | 0        | +6   |
| 魏軼力 張亞雯       | 6        | 6        | 0        | +6   |
| 馬晉 王曉理         | 6        | 5        | 1        | +4   |
| 黃佩蒂 陳儀慧       | 6        | 5        | 1        | +4   |
| 前田美順 末綱聰子   | 5        | 5        | 0        | +5   |
| 其他選手            | 140      | 124      | 16       | +108 |
| 總計                | 195      | 167      | 28       | +139 |